# エレレウヴァ
エレレウヴァまたはエレリエヴァ（ラテン語: Ereleuva, Erelieva, 440年以前 - 500年頃？）は、東ゴート王テオドリックの母。一般にテオドリックの父ティウディミルの「愛人」であったとされるが、イギリスの歴史家トーマス・ホジキンは「この批判的な用語は彼女の実際の地位を正確に示したものとは言えない。多くのゴート国家では、後のノース人と同様に、婚姻についてかなりの緩さがあったようなのだ」と述べている。ゲラシウスはエレレウヴァを「レギナ」（regina、「女王」の意）と呼んでおり、これはエレレウヴァがティウディミルとの間に正式な婚姻関係が無かったとしても彼女が高い社会的地位を有していたことを示している。
エレレウヴァはカトリック教徒で、洗礼時の名前はエウセビアだった。成人後にアリウス派に改宗したとみられているが、詳しい記録は残っていない。教皇ゲラシウス1世との関係や、エンノディスウスの『テオドリックへの賛辞』における減給などから、カトリック期のエウセビアの信仰は非常に深いものだったと考えられている。
彼女の名前は史書によってエレリリヴァ（年代記『アノニムス・ウァレシアヌス』の記述、527年ごろ）やエレリエヴァ（ヨルダネスの記述）などの表記ゆれがあるが、現代の歴史家の間ではゲラシウス1世の言及からエレレウヴァという呼び方が一般的になっている。これらの名は、東ゴート族と関係の深いヘルール族のErilazという言葉が由来となっている。